# 휴리스틱 이론
휴리스틱(heuristics) 또는 발견법(發見法)이란 불충분한 시간이나 정보로 인하여 합리적인 판단을 할 수 없거나, 체계적이면서 합리적인 판단이 굳이 필요하지 않은 상황에서 사람들이 빠르게 사용할 수 있게 보다 용이하게 구성된 간편추론의 방법이다.
제한된 합리성 가설은 사람이 복잡한 문제를 해결할 때 초기에는 이러한 휴리스틱을 이용하여 과제를 단순화시키고, 그 다음에 규범적인 의사결정 규칙을 사용한다고 주장한다.
휴리스틱의 어원은 라틴어의 "heuristicus" 와 그리스어 "heuriskein"에서 유래하였으며, "찾아내다"(find out)와 "발견하다"(discover)를 뜻한다.

## 개요
발견법은 인간과 기계에서 어떤 문제를 해결하거나 제어하기 위해 필요한 정보를 느슨하게 적용시키는 접근을 시도하는 전략을 말한다.
가능한 가장 좋은 해답 혹은 최적의 해결법에 접근하기 위한 빠른 방법을 얻기 위해 특히 쓰인다. 이는 어림짐작이며 교육된 추정이고 직감에 의한 직관적인 판단 또는 간단히 상식을 이용한다. 발견법은 문제를 해결하기 위해 가장 보편적으로 쓰는 방법 중 하나이다.
의사결정하려면 다양한 변수를 고려해야 하지만 현실적으로 정보의 부족과 시간제약으로 완벽한 의사결정을 할 수 없다. 제한된 정보와 시간제약을 고려해 실무상 실현 가능한 해답이 필요하다. 발견법은 이런 경우를 위해 가장 이상적인 해답을 구하는 것이 아니라 현실적으로 만족할 만한 수준의 해답을 찾는 것이다.
따라서 어떤 문제가 있을 때 그 문제를 푸는 방법이 아직 없거나 현실적으로 불가능할 때, 혹은 문제를 풀기 위한 정보가 완전히 주어지지 않을 때, 확립된 절차에 따라 답을 구할 수 있을 정도로 문제가 명확하게 정의되지 않았을 때 발견법이 사용 가능하다.
발견법에서는 특히 경험이나 직관을 사용하거나 노력을 기울여 시행착오를 거쳐서 충분히 효율적인 해답이나 지식을 얻게 된다. 예를 들어 '좋은 소프트웨어 설계를 하라'는 말처럼 명확한 답이 없는 문제를 경험, 직관, 시행착오를 통해 점점 만족스러운 설계로 발전시키는 과정도 발견법에 의한다고 볼 수 있다.

### 예시
폴리야의 1945년도 저서 《어떻게 문제를 풀 것인가》(원제: How to solve it)는 발견법에 관한 다음의 흔히 쓰이는 예를 들고 있다.
- 어떤 문제를 이해하기 어렵다면, 그림을 그려본다.
- 해결법을 찾기 힘들다면, 해결법이 있다고 가정하고 어떤것이 그것으로부터 유도되는지를 상정해본다.
- 문제가 추상적이라면, 구체적인 예를 들어 본다.
- 먼저 보편적인 문제를 먼저 푼다.

## 휴리스틱의 유형

### 기준점과 조정 휴리스틱
기준점과 조정 휴리스틱은 소비자가 자신이 알고 있는 수치로 임의의 기준선을 설정한 후, 적절하다고 생각하는 것에 맞게 의사결정을 내리는 방식이다.
마치 닻을 내린 곳에 배가 머물면서 일정한 범위 내에서만 움직이는 배처럼, 소비자의 추론도 설정된 기준선 주위로 움직이는 모습을 보인다.
의사결정에 대한 임의의 기준선 설정을 어떻게 하느냐에 따라 소비자의 선택이 달라지는 것이다.
제한된 정보가 의사결정에 큰 영향을 미치는 이 현상은 ‘기준선 설정 휴리스틱(anchoring heuristic)’과 관련되어 있다(Mussweiler & Strack, 1999).
트버스키와 카너먼(Tversky & Kahneman, 1974)의 기준점과 조정 휴리스틱에 관련된 다음과 같은 실험을 했다 첫 번째로, 두 집단의 피 실험자들에게 각각 8 × 7 × 6 × 5 × 4 × 3 × 2 × 1과 1 × 2 × 3 × 4 × 5 × 6 × 7 × 8이 값이 얼마냐는 질문을 한 뒤 즉시 답하도록 했다. 그 결과 첫 번째 집단이 답한 값의 평균은 2250이었고, 두 번째 집단의 응답 값 평균은512였다. 이것은 숫자의 순서만 바꾸어 질문하였을 때 기준점이 다르게 설정되어 응답 값의 평균이 차이가 난다는 것을 보여준다. 즉, 8을 시작으로 1까지 차례대로 곱한 집단은 첫 기준이 높게 설정되었기 때문에 높은 기준의 조정이 이루어졌고, 1부터 8까지 숫자가 커지는 순서로 곱한 집단은 첫 기준이 낮게 설정되었기 때문에 낮은 기준의 조정이 이루어진 것이다.

### 가용성 휴리스틱
가용성 휴리스틱(Availability heuristic)은 사건의 가능성을 기억의 가용성에 근거해 추정하는 방법을 말한다. 즉, 기억에서 잘 떠오르는 대상에 대하여 상대적으로 높은 평가를 내리는 현상을 말한다.
가용성 휴리스틱은 다음과 같은 방식으로 인간의 사고 방식에 영향을 미친다.
쉽게 떠올릴 수 있는 대상에 대하여 높은 평가를 내리는 현상을 들 수 있는데, 반복적으로 노출된 대상에 대하여 친숙한 느낌이 들고, 이러한 느낌을 그 대상 자체에 장점이 많은 것이라고 잘못 해석한다. 또한, 어떤 사건의 사례가 친숙할수록, 편안하고 쉬울수록 그리고 최근의 것일수록 떠올리기 쉽기 때문에 그 사건이 발생할 가능성이 높은 것으로 믿는 편향된 판단이 일어날 수 있다(Slovic et al, 1982).
한편, 기억에서 가장 강렬하고 선명한 이미지가 공포심을 증폭시키는 작용을 일으키기도 한다. 쉽게 떠올릴 수 있는 이미지 때문에 드물게 일어나는 부정적 사건에도 공포심을 느끼게 된다.
트버스키와 카너먼(Tversky & Kahneman, 1973)은 가용성 휴리스틱과 관련된 다음과 같은 실험을 했다. 피 실험자들에게 1분 동안 네 페이지 분량의 소설을 보여주고 아래의 질문을 했다.
1. 소설에서 7개의 철자로 된 단어 중에 –ing로 끝나는 단어는 몇 개인가?
2. 소설에서 7개의 철자로 된 단어 중에 여섯 번째 철자가 n인 단어는 몇 개인가?

실험 결과 피 실험자들은 1번 질문에 평균적으로 13.4개라고 답하였고, 2번 질문에는 4.7개라고 답하였다.
응답자들의 예측 결과는 논리적으로 맞지 않는다. ing로 끝나는 단어는 떠올리기가 쉽고, 여섯 번째가 n인 단어는 상대적으로 잘 생각나지 않기 때문에 전자가 더 많다고 생각하기 쉽다. 그러나 철자가 7개인 단어 중 ing로 끝나는 단어는 여섯 번째 문자가 반드시 n이다. 그러므로 합리적으로 판단한다면 ①번 질문의 답은 ②번 질문의 답 안에 포함되기 때문에, ①번 질문의 답은 ②번 질문의 답과 같거나 더 적을 수밖에 없다. 이것은 사람들이 기억에 잘 떠오르는, 즉 가용성이 높은 정보를 가지고 판단했기 때문에 판단의 오류가 일어난 것이다.

### 대표성 휴리스틱 (Representativeness heuristic)
대표성 휴리스틱은 어떤 집합에 속하는 임의의 한 특징이 그 집합의 특성을 대표한다고 간주해 빈도와 확률을 판단하는 방법이다(Wang, Kuang, & Wu, 2009). 사람들은 의사에 대해서 감정으로 판단하거나 사회적 고정관념을 대표하여 즉흥적 판단을 내려 버리는 경향이 있다.
실제로 의사 중에서는 가난함, 따뜻한 성격, 차분하지 않은 특성을 가진 사람도 많지만, 제한된 정보 내에서 의사라는 직업만으로 한 개인의 성격이 쉽게 추론되곤 한다.
이것은 후광 효과(halo effect)와 관련이 있다.
대표성 휴리스틱에 의한 의사결정은 편향된 의사결정이나 선택을 초래할 가능성이 많다.
첫째, 소비자들이 결론을 내리는데 기저율(base rate) 혹은 사전 확률(prior probability)을 생각하지 않고 채택된 대안이 집단의 특성을 얼마만큼 대표하는 지를 생각하는 기저율 무시 바이어스,
둘째, 대수의 법칙보다는 소수의 법칙에 의존하여 어떤 한 특징이 집단의 속성을 대표한다고 여기는 표본크기 무시 바이어스,
셋째, 우연에 대한 잘못된 믿음으로 특정한 패턴을 보일 것이라 믿는 바이어스,
넷째, 현재의 정보를 분석하여 미래를 예측할 때 현재 정보의 정확성이나 신뢰성을 고려하지 않고, 과거를 바탕으로 현재의 모습이 미래에도 계속되리라는 믿음에서 나오는 의사결정
다섯째, 평균으로의 회귀,
여섯째, 중복되는 정보를 사용함으로 인해 예측이나 판단의 정확성이 떨어지는 상황에서 예측결과에 대한 사람들의 확신은 오히려 증가하는 타당성에 대한 환상 바이어스
가 생겨난다고 하였다(Tversky and Kahneman, 1974; 안광호ㆍ곽준식, 2012).
"린다 문제(Linda Problem)"는 대표성 휴리스틱과 관련된 사례이다. 먼저 린다의 특성이 다음과 같이 주어졌다고 하자. 린다는 31세의 독신 여성이며, 매우 머리가 좋고 본인 생각을 뚜렷하게 이야기 하는 성격이다. 그녀는 철학을 전공했으며, 사회정의와 인종차별에 깊이 관여하였고, 반핵 시위에도 참여하였다. 이러한 설명을 한 후 린다가 ① '페미니스트'일 확률 ② '은행원'일 확률 ③ '은행원이면서 페미니스트'일 확률을 예측하라고 했더니, 실험 결과 85%의 응답자가 ①>③>②의 순서로 린다의 직업 확률을 예측했다. 응답자들의 예측 결과는 논리적으로 맞지 않다. 린다가 ③ '은행원이면서 페미니스트'일 확률은 ① '페미니스트'이거나 ② '은행원'일 확률의 교집합에 속하기 때문에 절대적으로 ①이나 ②보다 더 클 수 없다. ③은 ① '페미니스트'와 ② '은행원'의 특성을 동시에 갖고 있어야 하기 때문에 집합 오류(conjunction fallacy)가 발생한 것이다.
이런 결과는 사람들이 대표성 휴리스틱을 써서 판단하는 것을 보여준다. 린다의 특성으로 보아 ‘은행원’이라는 특성이 그녀를 대표하기 보다는 '페미니스트'이거나 '페미니스트이면서 은행원일 것‘이라는 특성이 린다를 더 대표한다고 생각해 확률을 계산한 것이다.

### 감정 휴리스틱
감정 휴리스틱이란 어떤 사건이나 상황에 대해 판단을 할 경우 경험으로 형성된 감정에 따라 평가를 다르게 하는 것이다. 슬로빅(Slovic) 외(2000)는 감정이 의사결정과정에 어떤 영향을 미치는가를 설명하고자 감정 휴리스틱이라는 것을 제시한다.
이주 외(2007)에 따르면 “자극에 대한 감정은 판단에 영향을 주는 즉각적 감정 경험을 불러일으킨다. 실제 또는 상상된 자극은 심상을 떠오르게 하는데, 이 심상에 감정이 부착되어 있다. 따라서 판단을 내릴 때 사람들은 심상과 연합된 감정을 참조할 수 있게 된다. 즉시 이용할 수 있는 전반적 감정을 가지고 판단하는 것은, 관련 사례들을 기억으로부터 인출하여 찬성과 반대의 비중을 계산하여 판단하는 과정보다 더 쉽고 효율적일 때가 있다.”는 것이다.
슬로빅(Solvic, Monahan, & MacGregor, 2000)이 한 실험은 감정 휴리스틱을 잘 보여준다. 우선 어떤 환자를 퇴원시킬지 고르는 결정 상황에서 피 실험자들에게 두 가지 소견서를 보여 주었다. 첫 번째 소견서에는 “이 환자와 유사한 환자들이 퇴원했을 때 나중에 폭력적인 행동을 할 확률이 20%”라고 설명되어 있었고, 두 번째 소견서에는 “이 환자와 유사한 환자 100명 중 20명이 퇴원한 후에 폭력적인 행동을 보였다”라고 설명되어 있었다. 두 소견서는 사실상 같은 의미를 내포하고 있었으나, 첫 번째 소견서를 본 후 피 실험자들의 21%가 환자의 퇴원에 반대하였고, 두 번째 소견서의 상황에서는 41%나 반대했다. 이 사례는 사람들이 확률(20%)로 표현되는 것 보다는 빈도(20명)로 표현되는 것에 더욱 감정적인 반응을 한다는 것을 보여준다.

### 메타 휴리스틱
발견법의 연구는 해결하고자 하는 문제마다 각기 그 특성에 맞추어 개발해야 하는 어려움이 있다. 이에 따라 특정문제가 갖는 정보에 크게 구속되지 않고 다양한 문제에 적용가능한 상위수준의 발견적 기법, 즉 메타 휴리스틱(Meta-Heuristic)을 사용할 수 있다.
메타 휴리스틱 기법에는 유전 알고리즘, 담금질 기법, 타부 서치가 있다. 이들 기법들은 각기 다른 특성이 있지만, 개념과 이론이 단순하고 해공간의 탐색 능력이 우수하여 공학, 자연과학뿐만 아니라 경영학, 사회과학 등의 최적화 분야 또는 의사결정분야에 응용가능하다는 공통점이 있다. 이들 기법은 각기 독립적으로 여러 분야에 적용될 수 있을 뿐만 아니라, 각 기법의 단점을 상호보완하면서 장점을 결합하여 함께 적용될 수 있다. 예를 들면 유전알고리즘의 해공간 탐색 능력과 타부 서치의 지역 최적해 탐색 능력의 강점을 결합하여 사용할 수 있다.
이러한 해법들은 조합최적화문제로 해석되는 현실의 문제들을 해결하기 위해 다양한 영역으로부터 아이디어를 얻은 결과이다. 유전 알고리즘은 자연의 진화과정과 유전법칙을 모방하였고, 담금질 기법은 금속의 표면처리 과정에서 냉각과정에 기초를 두었고, 타부서치는 인간이 기억을 하는 과정을 이용했다.

## 인지 편향
휴리스틱을 이용하여 사물을 판단할 때에는 많은 오류들이 발생하는데, 이런 오류를 “인지 편향”이라 부른다.

### 대조효과
‘대비효과’라고도 불리는 대조효과는 대상을 지각할 때, 사물을 독립적으로 지각하지 않고 시각적, 공간적으로 인접한 것과 대조하여 대상을 판단하는 것을 말한다. 때문에 실제보다 지각하려는 대상의 특성을 더 과장하거나 축소하여 생각하게 된다.
2005년에 고든 모스코비츠 교수가 두 집단의 실험참가자들 중 한 집단에게만 히틀러를 생각해보게 한 후 한 남자의 인상이 어떤지를 평가를 부탁하는 연구를 발표했다. 실험 결과, 히틀러를 생각했던 그룹의 참가자들은 그렇지 않은 참가자들보다 대상을 더 긍정적으로 평가했다. 이는 대상과 히틀러를 대조하여 생각했기 때문이었다.

### 선택적 지각 오류
선택적 지각이란 외부 정보를 있는 그대로 받아들여 처리하지 않고, 자신의 가치관과 일치하거나 자신에게 유리한 정보만 선택적으로 받아들여 처리하려는 편향을 말한다. 선택적 지각이 일어날 때 사람들은 정보의 객관성을 중시하기보다 자신의 주관적인 가치에 따라 정보를 선택하려한다.

똑같은 운동경기를 보는데도 양쪽 팀의 응원석에서 서로 심판이 편파적이라고 비난하는 경우를 선택적 지각의 사례로 들 수 있다.

### 사후 확신 편향
사후 확신 편향은 다른 인지적 편향들과는 다르게 인지과정에서 일어나는 것이 아니라, 그 이후에 일어나는 편향이고 ‘사후인지 편향’, ‘사후해석 편향’라고도 불린다. 사람들은 어떤 일이 발생한 후에 마치 과거에도 현재의 결과를 알고 있었던 것처럼 기억을 재구성하기 때문에 이런 현상이 일어난다. 실제로 사건이 발생할 확률을 왜곡하고, 그 사건에 대해 자신이 판단했던 것의 기억을 왜곡하는 과정이 포함되어있다.
사후확신 편향은 1972년에 피쇼프 교수에 의해 연구된 바가 있다. 실험참가자들에게 리처드 닉슨 대통령의 베이징 방문이 어떤 외교성과를 거둘지에 대해 예상하도록 한 후, 베이징 방문 이후 실험참가자들의 이야기를 들었다. 당시 닉슨은 강경한 반공주의자였고, 미국이 중국을 외교적으로 인정하지 않은 상태였기 때문에 참가자들은 외교성과를 좋게 평가하지 않았었지만, 닉슨이 예상외로 좋은 성과를 거두고 귀국하자 그들은 자신이 그럴 줄 알았다는 듯이 말했다.

### 결합 오류
결합 오류란 단일 사건의 발생 확률이 실제로 더 높음에도 불구하고 두 사건이 동시에 발생하는 경우의 확률을 더 높다고 생각하는 것을 말한다. 이러한 오류가 발생하는 이유는 사람들이 정보가 구체적인 쪽을 더 실제에 가깝다고 믿는 경향을 가지고 있기 때문이다. 결합오류는 ‘연결오류’, ‘연합오류’라고 불리기도 한다.
위에서 설명한 린다 문제를 결합 오류의 대표적인 예시로 들 수 있다.

### 기저율 무시
기저율 무시란 어떤 사건이 발생할 확률을 추정할 때 기본적으로 판단이나 의사결정에 필요한 사건들과의 선후관계 및 사건들의 상대적 빈도(즉, 기저율)를 고려하지 않고 가용한 정보를 근거로 통계적 확률과 상반되는 판단을 내리는 현상을 말한다. 이는 사람들이 기저율을 무시하고 특정 사건의 발생 가능성을 더 과대평가하여 판단하기 때문에 일어난다. 기저율을 고려하여 사건 발생 확률을 계산할 때에는 베이즈 정리를 활용한다.
기저율 무시와 관련해서 카너먼과 트버스키가 1983년에 한 가지 실험을 한 적이 있다. 차 색깔에 따라 블루와 그린이라고 불리는 두 택시회사가 있는데 택시의 85%는 블루, 15%는 그린회사 소속이다. 한밤중에 택시가 사고를 냈는데 목격자는 그 택시가 그린택시라고 말했다. 목격자의 색깔 구별능력 정확도는 80%일 때 사고를 낸 택시가 그린 회사의 택시일 가능성이 얼마인지 묻는 실험이었다. 사람들은 80%라고 대답했지만 실제 가능성은 41%정도였다.
사람들이 가능성을 판단할 때, 85%가 블루, 15%가 그린이라는 기저율은 무시하고 판단을 내린 것이다.

### 평균으로의 회귀 무시
평균으로의 회귀 무시는 좋은 결과를 보이면 그 이후에도 똑같은 결과가 있을 것이라 기대하는 현상을 말한다. 만약 기대한 것과 결과가 다르면 사람들은 인위적인 이유로 결과를 설명하려고 하는데 이때 사람들은 자연적인 상태에서는 최고값이나 최저값이 지속되지 않고 평균값으로 돌아간다는 사실을 무시한 것이다.
야구선수가 데뷔 첫 해에 아주 좋은 성과를 거둔 후 2년차에 좋지 않은 성적을 보이면 이 야구선수에게 정신적으로 문제가 생겼다거나, 긴장감이 떨어졌다는 등의 다른 인위적 변수를 들어 설명하려고 한다. 사실 이것은 1년차에 너무 잘해서 2년차에는 평균으로 돌아간 것이 퇴보한 것처럼 보이는 것이다.

### 측면별 제거
측면별 제거는 어떤 수행 과제가 복잡한 경우에 대상의 전체 속성을 골고루 알아보기보다, 자신이 중요시하는 몇 가지의 속성만을 고려하여 결정을 내리는 것을 말한다. 이 때 자신이 선택한 속성을 제외한 나머지 요소들을 무시하거나, 잊어버리는 경우가 많다. 과제 수행 시에는 최고 대안을 선택하는 절대적인 속성이 없기 때문에 선택 결과가 개인 또는 상황에 따라 달라지기 쉽다는 특징이 있다.
어떤 물건을 구매할 때, 많은 요소를 종합적으로 알아 본 후에 구매를 진행해야함에도 불구하고, 사람들은 자신의 상황에서 고려해야 할 속성들만 평가한 후에 결정을 내리는 것이 측면별 제거가 일어나는 예시이다.

### 확률 무시
확률 무시란 불확실한 상황에서 결정을 내릴 때, 확률을 완전히 무시하거나 예상 확률과 관련된 처리 규칙을 위반하는 현상을 말한다. 사람들의 인지는 긍정적인 결과가 제시되었을 때 확률을 쉽게 무시한다.
확률무시의 사례로는 1993년 미국 펜실베니아 대학의 조너선 바론 교수가 진행한 실험이 있다. 연구진이 아이들에게 “수잔은 안전띠를 매야 한다, 제니퍼는 매지 않아야 한다.”라는 시나리오를 말해주었을 때 그들은 안전띠를 매야 한다고 말했지만, 이후 “사고가 나서 차가 물속으로 들어갔을 때나 불이 났을 때 안전띠 때문에 빠져나오지 못했다는 뉴스를 들은 기억이 있다고 제니퍼가 말했다.”라고 하자 아이들은 안전띠를 매지 말아야 한다고 했다. 번갈아가며 똑같은 이야기를 하자, 아이들은 계속 의견을 바꿨다. 아이들이 판단을 할 때 확률 자체를 전혀 고려하지 않았음을 보여주는 실험이었다.
이외에도 확증 편향, 자기 귀인 편향, 도박사의 오류 등의 편향이 있다.

## 휴리스틱 관련이론
휴리스틱 관련이론으로 전망 이론 (Prospect theory) 과 메타 휴리스틱에 대하여 알아보도록 하겠다.

### 전망 이론
전망 이론(Prospect theory) 이란, 위험상황에서의 의사결정 이론이다. 심리학자인 카네만(Daniel Kahneman) 과 트버스키(Amos Tversky)는 기대효용론이 보여주는 이론과 실제 상황 사이의 모순을 비판하며 새로운 대안 이론인 전망 이론을 제시하게 된다. 그들이 1979년도 Econometrica 에 발표한 논문이 전망 이론 발전의 시작이었으며 전망 이론은 기대효용 이론이 설명하는 선택의 합리성과 일관성을 비판하는 이론으로 사회과학분야에서 폭 넓게 받아들여진다.
```
실험 참가자에게 다음 문제에서 A,B 중 선택 후, 이어지는 문제에서 C,D중 선택하도록 했다.
문제 1 A: 300만원 받기 (확률 100%)
      B: 400만원 받을 확률 0.8
문제 2 C: 300만원 잃을 확률 0.25
      D: 400만원 잃을 확률 0.2
```

```
실험 결과 문제1에서는 A를 80%의 사람이 택하고 문제2에서는 D를 택한 사람이 65%였다. 이는 기대효용론과 맞지 않는데 이것은 사람들이 손해의 경우 위험을 받아들이고자 하고, 이득의 경우 위험을 회피하고자 하기 때문이다.
```

```
비슷한 예로,
문제 3 A: 300만원 받을 확률 0.9
      B: 600만원 받을 확률 0.45
문제 4 C: 300만원 잃을 확률 0.002
      D: 600만원 잃을 확률 0.001
```

```
실험 결과 참가자의 86%가 A를 선택, 73%가 D를 선택하였다. 이 또한 기대효용론과 맞지 않는데 이익의 경우 확률이 높은편을 선호, 손해의 경우 확률이 낮은편을 선호 하였다.
```

```
문제 1~4 경우 양의 상황일 때와 음의 상황일 때가 서로 반사된 이미지를 가진다. 이를 "반사효과"라고 한다.
[
30
]
```

| 확률      | 이익      | 손실      |
| --------- | --------- | --------- |
| 중간~높음 | 위험 회피 | 위험 감수 |
| 낮음      | 위험 감수 | 위험 회피 |

### 메타 휴리스틱
휴리스틱 기법은 해결해야 하는 상황마다 그 상황에 맞는 경험이나 직관을 이용해 해결해야하는 어려움이 있다. 그러므로 특정 문제가 갖는 정보에 상대적으로 덜 구속되며 다양한 문제에 적용할 수 있는 상위수준의 발견적 기법, 메타 휴리스틱이 사용된다. 메타 휴리스틱에는 유전알고리즘, 시뮬레이티드 어닐링, 터부탐색 등이 있다.

#### 유전알고리즘(GA, genetic algorithms)
유전알고리즘은 메타휴리스틱의 고전이며 진화알고리즘 등 여러 이론의 바탕이 되었으며 1975년 Holland가 제안하였다. GA는 진화이론에서 사용하는 개념과 용어를 사용하고 있는데, 이는 유전자에서 발생하는 진화 현상을 모방하여 만들어졌기 때문이다. GA는 우선 가능해의 집합(군집)을 형성하여 그 집합에 목적함수와 연관된 적합도 평가 후, 개체의 적합도에 따라 자연 선택을 확률적으로 이루어지게 하여 새로운 집합을 만든다. 그 후 집합의 개체들 간 유전연산(이종교배, 돌연변이)을 적용, 새로운 종들을 만든 후 그 종들의 적합도를 평가한다. 그리고 다시 자연선택 해서 새로운 무리를 형성하는 과정을 반복한다. 이 반복되는 과정을 통해 자연에서의 진화현상에서 뛰어난 종들이 살아남듯, GA도 마찬가지로 뛰어난 해들이 남을 것이라 기대할 수 있다. 실제 GA를 적용할 때는 명확하게 설정해야 할 작업들이 많아지게 되고, 이에 따라 적용의 융통성도 많아진다. 스키마이론을 통하여 부분적으로 설명되고는 있으나, 아직 GA가 최적해로 수렴한다는 것은 완전하지 못하다. 그럼에도 사람들이 많이 관심을 가지는 이유는 진화현상이 자연계에서 오랜 기간 성공적으로 수행되고 있기 때문이다.

#### 시뮬레이티드 어닐링(SA, simulated annealing)
시뮬레이티드 어닐링(SA)는 열탕안에 고체를 넣어서 액체가 되도록 가열한 후 열탕 온도를 천천히 낮춰서 최적으로 안정된 결정인 고체를 얻는 어닐링 과정과 비슷한 메트로폴리스 알고리즘을 이용하여 최적화 문제에 적용시킨 방법이다. 물체의 상태를 측정 후 x로 가정하고 그 때의 에너지를 목적함수로 가정하여 에너지 수준이 최저점 상태의 결정을 얻으면 목적함수의 최소화가 되는 것으로 보는 것이다. SA에는 어닐링처럼 온도 T를 고정하고 해를 조금 변동하여서 보다 더 작은 목적 값인 우수한 해가 얻어지면 해를 이동시키고 보다 더 큰 목적 값이 얻어지면 확률 exp Δ 로 이동하는 절차를 L회(충분히 많이) 반복하여 안정 상태로 만든다(내부 루프). 그 후, 온도 T를 조금 낮추고 같은 과정을 되풀이 하여(외부 루프) 점점 전체적인 최소 점으로 가도록 실험한다. 이때 온도를 지나치게 내리게 된다면 지역 최소 점에 빠질 수도 있으므로 주의한다. 종료 하는 조건은 온도가 적절히 낮은 경우와 오랜 시간 목적 값의 변화가 없을 때를 고려하여 적절히 조정한다. SA는 매개변수가 간단하고 이론적 수렴성이 증명되어 있으며, 현상과 최적화 문제에서 관련성이 대체로 명확하다는 장점이 있다. 또, 성능을 높이기 위한 많은 이론들이 연구되었고, CAD 등의 실용적인 문제에서 이미 효과를 인정받고 있다.

#### 터부탐색(TS, tabu search)
터부탐색은 자연계 보다는 인공지능 연구에서 발전 과정을 알 수 있다. TS는 기존의 메타휴리스틱의 방법들을 종합적으로 구성한 것이라 볼 수 있다. TS도 유전 알고리즘처럼 가능해의 집단 V를 고정하지만 새로운 해를 만들 때 터부조건이라는 기억장치를 유지해서 앞서 나왔던 열등한 해를 고려하지 않고 열망조건이라는 기억장치를 생성하여 우수한 해의 등장 가능성을 높이는 특징이 있다. 터부탐색 또한 기존의 형태에서 다양화와 집중화를 고려하여 다양한 이론적 변종이 가능하다.

## 심리학
심리학에서는 인간이 어떻게 의사결정을 내리고 문제를 풀어내는지 설명하는 진화 혹은 학습에 의해 형성된 스키마(schema)이다. 이러한 메커니즘은 대부분의 경우에는 잘 작동하지만 지각편향이나 시스템적 오류를 일으키기도 한다.
아모스 트버스키와 다니엘 카너먼에 의해 많은 연구가 이루어졌지만 원래는 노벨상 수상자인 허버트 사이먼에 의해 처음 소개되었다. 게르트 기거렌처는 어떻게 휴리스틱(heuristic)이 지각편향을 만들어 내지 않고 보다 정밀한 판단을 할 수 있는지에 대해 연구하였다.
2002년 다니엘 카너먼과 셰인 프레데릭(Shane Frederick)은 처리하기에 역부족인 복잡한 목표 속성을 곧바로 심리적으로 대처하여 속성으로 바꿔서 판단하는 속성 바꾸기(attribute substition)가 자각을 거치지 않고 작용한다는 이론을 펼쳤다. 이는 또한 사람들이 평균회귀에 반하는 결정을 어떻게 내릴수있는가에 대해 설명할 수 있다.

## 컴퓨터 공학
컴퓨터 공학에서 발견법은 해결법이 정확히 해결되는지에 대한 문제를 무시하고 일반적으로 좋은 해결법이나 보다 간단한 해결법으로 풀고자 하는 문제 해결법이다. 예를 들어 상업적인 컴퓨터 바이러스 검색 소프트웨어들은 발견법으로 특정 속성이나 특징들을 찾아 바이러스나 나쁜 소프트웨어를 찾아낸다. 하지만 잠재적인 정확도 하락의 요인이 되기도 한다.

### 인간 컴퓨터 상호작용
발견적 평가방법이 유저 인터페이스를 평가하기 위한 방법으로 사용성 평가를 위해 쓰이고 있다.

## 행동경제학
인간의 실제 행동을 사회학, 심리학 그리고 생리학적 측면에서 보고 그에 따르는 결과를 밝히려는 경제학의 한 분야다.
행동경제학은 주류경제학의 기본 전제인 ‘합리적인 인간’을 인정하지 않지만 인간을 비합리적 존재로 단정 짓지는 않는다.
대신 온전히 합리적이라는 기본 틀의 주장을 부정하고, 경제주체 개개인은 제한적으로 합리적이고 때로는 감정적으로 판단하는 경향이 있다고 보고 있으며 이를 증명하려고 한다.
인간에 대한 가정
| 기존 경제학      | 행동경제학           |
| ---------------- | -------------------- |
| 합리적인         | 제한적으로 합리적인  |
| 이성적인         | 감정적인             |
| 일관적 선호      | 상황적 선호          |
| 효용 극대화 추구 | 효용 만족화 추구     |
| 예측 가능한 존재 | 예측하기 어려운 존재 |

### 행동경제학에서의 휴리스틱 유형별 사례

#### 기준점 조정과 휴리스틱
국내에서 기업체 과장급 이상의 리더 165명을 대상으로한 설문을 실시했다.
판매 가격은 20,000원이고 추가부품 생산 비용에는 10,000원이 드는 부품을 일본 회사가 수입한다는 상황을 제시하고 이 때, 일본인 통역사의 발음이 정확하지 않아 가격을 정확하게 알아듣기 어렵다고 가정했다.
이러한 상황에서 한 그룹에게는 부품을 12,000원에 구입한다는 것 같다고 하였고, 다른 그룹에게는 32,000원에 구입한다는 것 같다고 했다.
그런 다음 내일 가격 협상에서 두 그룹은 판매 가격으로 얼마를 제시할 것인지를 질문했다. 조사 결과 12,000원을 기준점으로 제시받은 그룹은
평균 16,729원을 제시한 반면, 32,000원을 제시받은 그룹은 평균 26,448원을 제시한 것으로 나타났다.
이처럼 원래의 판매 가격이 20,000원임에도 제시하는 가격이 달라진 이유는 맨 처음 제시된 가격이 기준점으로 작용하여 최종적인 가격에 영향을 주었기 때문이다.
물건을 구매할 때 상품가치를 바탕으로 한 적정한 가격은 알기 어렵다. 일반적인 경우라면 정가 또는 정찰 가격 표시를 기초로 합리적인 가격을 판단하게 된다. 예를 들어 상점에서 희망소매가격 15,000원, 판매가격 13,000원이라는 표시를 보게 된다면, 희망소매가격이 기준점으로 작용하여 판매가격은 싸다고 느껴질 것이다.
이처럼 물건을 팔고자 할 때와 사고자 하는 경우에 각각 가격 기준점을 다르게 설정하는 현상은 기준점과 조정 휴리스틱으로 설명할 수 있다.

#### 가용성 휴리스틱
미국에서 진행한 실험을 바탕으로 살펴보자. 사람들을 두 집단으로 나누고 자동차 회사인 B사의 장점을 한 집단에게는 1개, 다른 집단에게는 10개 적으라고 한 뒤에
B사에 대해 평가하게 했다. 그 결과 장점을 1개 적은 집단이 장점을 10개 적은 집단보다 더 긍정적으로 평가하는 것으로 나타났다.
국내 자동차 기업 H사에 대해 똑같은 형식의 실험을 미국과 한국에서도 진행하였는데, 한국에서는 1개 적은 집단이, 미국에서는 10개의 H사의 장점을 적은 집단이 긍정적으로 평가한 것으로 나타났다.
이를 보면, 미국의 경우 H사에 대한 정보가 없기 때문에 회상 내용이 중요하게 작용하여 10개의 H사 장점을 적은 경우에 평가결과가 긍정적으로 나온다는 것을 알 수 있다. 반대로 한국의 경우 H사에 대한 정보를 가지고 있기 때문에 1개를 적으라고 했을 때에 평가가 더 긍정적이었다. 상황에 따라 회상 내용과 회상 용이성이 실험 결과에 큰 영향을 미친 것을 알 수 있다.

#### 대표성 휴리스틱
“지상파 DMB폰 L사, S사 원조 논쟁”(<세계일보>, 2005.2.18.), “영국이 먼저냐 프랑스가 먼저냐…, 샴페인 원조 논쟁”(<한국경제>, 2009.4.10.)
기술이나 제품, 상품의 최초라는 이미지는 개인과 기업에게 대표성을 부여할 수 있고, 포지셔닝 측면에서 보면 소비자의 머릿속에 장기적으로 오래 기억될 수 있는 방법이므로 중요한 역할을 한다. 대표성 이미지가 소비자에게 인식되어있다면 이에 따르는 후광 효과를 기업은 기대할 수 있다.
이와 관련된 사례로는 국내 한 대형마트의 ‘최저가격보상제’가 있다.
이 대형마트는 1997년 5월9일에 구매자가 상품을 구입한 후에 똑같은 상품을 다른 매장에서 더 낮은 금액으로 판다는 증거를 제시할 경우 그 차액만큼을 환불해주는
최저가격보상제를 실시하였고, 그 후에 계속해서 확대해 나갔다. 이 제도를 최초로 선보임으로서 소비자는 이 대형마트를 ‘최저가로 물건을 파는 곳’이라는 이미지를 각인시키며 대표성을 심어주었다고 볼 수 있다.

## 오류 보완 방안
휴리스틱에는 인지적 편향에 의해 오류가 발생한다. 휴리스틱이 사용자에 의해서 쉽게 변형될 수 있기 때문이다. 인지적 편향에서 벗어나기 위해서 우선 휴리스틱 사용자의 태도에 변화를 주는 것이 하나의 방법이 될 수 있다. 휴리스틱을 사용하는 자는 휴리스틱을 이용하면서 오류에 노출 될 가능성이 높다는 사실을 인지한다면 휴리스틱의 오류를 줄일 수 있을것이다. 휴리스틱이란 다른 말로 말하자면 우리가 가지고 있는 고정관념을 의미한다. 우리의 고정관념에 따라 선택적으로 정보를 받아들이거나 해석하는 것을 '확증 편향(confirmation bias)'이라 말한다. 판단에 필요한 정보를 자신의 경험과 가치관 그리고 더 나아가 세계관에 맞추려 하면서 오류를 범하게 된다. 행동경제학자 토머스 D. 길로비치(Thomas D. Gilovich, 1993)에 따르면, 휴리스틱 사용자는 숨겨진 정보를 무시하는 인간의 편향을 지양하고 편향에서 벗어나기 위해서 과학적인 사고 능력을 갖출 필요가 있다고 한다. 그는 잘못된 정보가 범람하는 현재 시대에서 참과 거짓을 구분하는 능력을 갖추기 위해 모든 정보를 고려하는 자세가 필요하다고 주장했다. 마지막으로, 하노 벡(Hanno Beck)이 주장한 '우연의 힘을 과소평가하지 말라.'는 말이 휴리스틱으로 인한 오류를 예방하는 방안이 될 수 있다. 그는 살아가면서 발생하는 모든 일이 우연인 것은 아니지만, 사람들이 생각하는 것 이상으로 더 많은 우연적인 사건과 대면하며 살아간다고 한다. 그리고 그 '우연'이라고 여기는 일은 휴리스틱 이용자가 생각하는 것보다 크게 이용자의 사고와 인지능력을 지배한다고 주장한다. '우연'이란 것은 휴리스틱이 포함하고 있는 여러 유형의 편향과 오류를 차지하게 하는 큰 요인으로 볼 수 있다.

## 같이 보기
- 주관적 기대효용
- 자동적 사고
- 인지부조화 이론

## 참고 문헌
- 곽승욱 외 1명(2015), 「휴리스틱, 편향, 감정과 경제적 의사결정의 역학관계」, 『경영컨설팅연구』, 제3호, pp. 121-132.
- 토머스 키다(2007), 『생각의 오류(보고 싶은 것만 보고 믿고 싶은 것만 믿게 만드는)』, pp. 131-152.
- 토머스 키다(2007), 『생각의 오류(보고 싶은 것만 보고 믿고 싶은 것만 믿게 만드는)』, pp. 263-319.
- 다니엘 카네만 외 2인(2010), 『불확실한 상황에서의 판단(추단과 편향)』, pp.209-220.

## 참고 자료
- How To Solve It: Modern Heuristics, Zbigniew Michalewicz and David B. Fogel, Springer Verlag, 2000. ISBN 3-540-66061-5
- The Problem of Thinking Too Much 보관됨 2013-10-19 - 웨이백 머신, 2002–12–11, Persi Diaconis
- 행동경제학, 도노모 노리오, 이명희 역, 지형, 2007년, ISBN-13: 9788995737057
- 김여근, 윤복식, 이상복. 《메타휴리스틱》.